# Синдром порожнього турецького сідла
Синдром порожнього турецького сідла (порожнє турецьке сідло) — це стан, який виникає внаслідок первинної або вторинної недостатності або дефекту діафрагми турецького сідла, що призводить до випинання цистерни перехрестя підпавутинного простору в порожнину турецького сідла, стискання гіпофіза, та може супроводжуватися ендокринними та невроофтальмологічними порушеннями. В осіб із синдромом порожнього турецького сідла при цьому спостерігається дефект тканинного бар'єру, який відділяє спинномозкову рідину від турецького сідла, внаслідок чого спинномозкова рідина робить більший тиск на гіпофіз і стінки турецького сідла, внаслідок чого турецьке сідло стає більшим, а гіпофіз зменшується, що призводить до того, що на візуалізуючих обстеженнях турецьке сідло може здаватися порожнім.

## Історія
Уперше термін «порожнє турецьке сідло» запровадив німецький патологоанатом В. Буш у 1951 році. Він запровадив цей термін після вивчення матеріалів аутопсії 788 померлих від хвороб, не пов'язаних із патологією гіпофізу. У 40 осіб було виявлено одночасно практична відсутність діафрагми турецького сідла із розплющуванням гіпофізу у вигляді тонкого шару по дні турецького сідла. Саме Буш був першим, хто пов'язав частково порожнє турецьке сідло з недостатністю його діафрагми, а також запропонував класифікацію форм турецького сідла в залежності від об'єму внутрішньої цистерни і типу будови діафрагми. Пізніше в 1968 році Гійо вперше описав симптоми, пов'язані з порожнім турецьким сідлом. Пізніше Вайсс і Рашкін вказали на необхідність диференціації первинного і вторинного синдрому порожнього турецького сідла.

## Епідеміологія
За даними першовідкривача синдрому Буша у 40—50 % усіх людей спостерігаються ознаки недорозвинутості або відсутності діафрагми турецького сідла. За новішими даними, близько 5 % людської популяції мають синдром порожнього турецького сідла. Частіше синдром спостерігається у жінок (4—5:1 по відношенню до чоловіків), частіше віком від з5 до 55 років.

## Етіологія
Причиною розвитку синдрому порожнього турецького сідла переважно є 2 групи факторів — недостатність діафрагми турецького сідла і підвищення внутрішньочерепного тиску, а інші чинники лише сприяють його розвитку. Чинниками, які сприяють розвитку синдрому є ожиріння і супутня артеріальна гіпертензія, вагітність, пологи і клімакс, первинна недостатність периферичних ендокринних залоз, тривалий прийом пероральних контрацептивних засобів, легенево-серцева недостатність та легенева гіпертензія з підвищенням внутрішньочерепного тиску, підвищення тиску в шлуночках мозку при пухлинах головного мозку або тромбозі синусів мозку, поява арахноїдальних кист на фоні оптико-хіазмального арахноїдиту, спонтанний некроз аденоми гіпофізу або інфаркт гіпофізу, важкі інфекційні хвороби (менінгіт, геморагічні гарячки), аутоімунні хвороби, вроджена неповноцінність сполучної тканини, цукровий діабет І типу, лікування бромокриптином, важка черепно-мозкова травма. У дітей причинами виникнення синдрому порожнього турецького сідла є раннє статеве дозрівання, дефіцит соматотропного гормону, пухлини гіпофізу або порушення функції гіпофізу.

## Клінічна симптоматика
У багатьох випадках синдром порожнього турецького сідла перебігає без симптомів та об'єктивних даних, які вказують на недостатність гіпофізу, і виявляється лише під час проведення рентгенологічного обстеження (до 5—10 % під час проведення МРТ). Найчастішим симптомом синдрому є головний біль, який не має чіткої локалізації, та може бути різної інтенсивності, від легкої до нестерпної, та спостерігається у 80—90 % випадків синдрому. Серед інших нейроофтальмологічних проявів синдрому порожнього турецького сідла частими є також вегетативні порушення, які проявляються ознобом, серцебиттям, підвищенням артеріального тиску, болями в грудній клітці, задишкою, відчуттям страху, болями в животі та кінцівках, часто також із втратою свідомості.
Офтальмологічні симптоми синдрому порожнього турецького сідла найчастіше обумовлені провисанням та компресії офтальмічної хіазми в турецькому сідлі. До цих симптомів відноситься ретробульбарний біль, сльозотеча, почервоніння кон'юнктиви, диплопія, фотопсії. Також при синдромі порожнього турецького сідля може спостерігатися зниження гостроти зору. Характерними для синдрому порожнього турецького сідля є дефекти поля зору, найчастішими з яких є бітемпоральна геміанопсія, центральні та базальні скотоми, рідше квадрантна або біназальна геміанопсія. Описано також поєднання синдрому порожнього турецького сідла з глаукомою. Ці симптоми також можуть спостерігатися при супутньому підвищенні внутрішньочерепного тиску, одним із симптомів якого при синдромі порожнього турецького сідла може бути також лікворея (витікання спинномозкової рідини) з носа.
Ендокринні розлади при синдромі порожнього турецького сідла переважно спричинені порушенням функцій гіпофізу, та варіюють за ступенем важкості від сублінічної форми до тяжкої. Найчастішими з них є гіпотиреоз, гіперпролактинемія, зниження статевої функції (зокрема зниження лібідо і потенції, аменорея, олігоменорея); виявлено також поєднання акромегалії, нецукрового діабету, синдрому Кушинга та остеоми сфеноїдального синуса.

## Діагностика
Основним методом діагностики синдрому порожнього турецького сідла є магнітно-резонансна томографія, яка є найбільш безпечним і високочутливим методом діагностики синдрому. При синдромі порожнього турецького сідла на МРТ спостерігається тріада симптомів: наявність спинномозкової рідини в порожнині турецького сідла, про що можуть свідчити зони однорідного низькоінтенсивного сигналу в режимі T1-W, і високоінтенсивного сигналу в режимі T2-W, деформація гіпофізу у вигляді серпа або півмісяця з товщиною 2—4 мм, з тканиною гіпофіза однакової інтенсивності з білою речовиною мозку; асиметричне пролабування супраселлярної цистерни в порожнину мозку, та зміщення лійки гіпофіза вперед, назад чи вбік; стоншення і подовження лійки гіпофіза. Раніше для діагностики синдрому порожнього турецького сідла застосовувалися рентгенологічні методи обстеження — краніографія, пневмоцистернографія і комп'ютерна томографія, проте вони не є достатньо інформативними та безпечними для діагностики синдрому.
Важливим обстеженням при синдромі порожнього турецького сідля є також офтальмоскопія. Найчастіше при синдромі порожнього турецького сідла спостерігається гіперемія та набряк диска зорового нерва, проте може також спостерігатися атрофія диску зорового нерва. Описані також випадки раптової втрати зору у хворих із синдромом порожнього турецького сідла, спричинені посиленням набряку зорового нерва, та стисненням його в зоровому каналі.
У лабораторній діагностиці синдрому порожнього турецького сідла найбільше значення має визначення рівня гормонів гіпофізу та периферичних ендокринних залоз (зокрема пролактину, фолікулостимулювального гормону, кортикотропіну, кортизолу, тиреотропного гормону, статевих гормонів). У дітей додатково обстежують темпи росту і статевого дозрівання, щільність кісткової тканини, та рівень гормону росту й інсуліноподібного фактору росту 1.

## Лікування
Пацієнти із первинним синдромом порожнього турецького сідла, у яких немає клінічних ознак недостатності гіпофіза або порушення зору, лікування не потребують. У випадку підвищення рівня пролактину можуть призначатися агоністи дофаміну, зокрема бромокриптин. У випадку порушень зору призначається хірургічне лікування. При вторинному синдромі турецького сідла з порушенням вироблення гормонів периферичних ендокринних залоз призначається замісна гормонотерапія.

## Прогноз
Прогноз при безсимптомному синдромі порожнього турецького сідла є благоприємним. Погіршення прогнозу синдрому порожнього турецького сідла настає при виявленні порушень зору, наявності супутньої пухлини ділянки гіпофізу, травми або крововиливу в область турецького сідла, та методам лікування цих патологій, які призводять до недостатності гормонів гіпофізу.